# Raina
Oh Hye-rin (hangul: 오혜린), mer känd under artistnamnet Raina (hangul: 레이나), född 7 maj 1989 i Ulsan, är en sydkoreansk sångerska.
Hon har varit medlem i den sydkoreanska tjejgruppen After School sedan 2009, samt i After Schools undergrupp Orange Caramel sedan den debuterade 2010.

## Diskografi

### Singlar
| År   | Titel                                        | Topplacering          |
| År   | Titel                                        | Sydkorea (Gaon Chart) |
| ---- | -------------------------------------------- | --------------------- |
| 2014 | "A Midsummer Night's Sweetness" (med San E)  | 1                     |
| 2014 | "You End, And Me" (med Kanto)                | 25                    |
| 2015 | "Allday Allnight" (med Jakop, ₩uNo & DAYDAY) | —                     |
| 2015 | "Don't Know"                                 | 71                    |
| 2016 | "Sugar and Me" (med San E)                   | 5                     |

### Soundtrack
| År   | Titel                                                    | Topplacering          | Film/Serie       |
| År   | Titel                                                    | Sydkorea (Gaon Chart) | Film/Serie       |
| ---- | -------------------------------------------------------- | --------------------- | ---------------- |
| 2012 | "Self-Luminous"                                          | —                     | My Shining Girl  |
| 2012 | "Even After a Day" (med Kan Jong-wook)                   | —                     | Tasty Life       |
| 2015 | "Stay Weird Stay Different" (med Hanhae ft. Verbal Jint) | —                     | Let's Be Strange |